# یوکاتان
یوکاتان نام سی‌ویکمین ایالت کشور مکزیک است و در شبه‌جزیره یوکاتان قرار دارد. فرهنگ حاکم بر منطقه پیش از کشف قاره آمریکا از سوی سفیدپوستان، فرهنگ قوم سرخ‌پوست مایا بود. امروزه هم مردم مایاتبار بخش بزرگی از جمعیت منطقه را تشکیل می‌دهند. دانشمندان بر این باورند که شهاب‌سنگ سترگی که باعث برافتادن نسل دایناسورها از روی زمین شد، در همین ناحیه یوکاتان به سطح زمین برخورد کرده‌است، در شمال شبه جزیره یوکاتان واقع شده‌است. این کشور با ایالت‌های کامپچه در جنوب غربی، کوئینتانا رو در جنوب شرقی، و با خلیج مکزیک در ساحل شمالی آن همسایه است. پیش از ورود اسپانیایی‌ها به شبه‌جزیره یوکاتان، نام این منطقه مایاب بود. در زبان یوکاتک مایا، مایاب به «مسطح» ترجمه شده‌است، و منبع خود کلمه «مایا» است. این منطقه بسیار مهمی برای تمدن مایا بود که در اینجا به اوج توسعه خود رسید، جایی که مایاها شهرهای چیچن ایتزا، ایزامال، موتول، مایاپان، اکبالام و ایچکاانزیهو (همچنین به نام T'ho) را تأسیس کردند. مریدا پس از فتح یوکاتان توسط اسپانیایی‌ها، شبه‌جزیره یک واحد اداری و سیاسی واحد بود، کاپیتانی ژنرال یوکاتان. پس از استقلال و فروپاشی امپراتوری مکزیک در سال ۱۸۲۳، اولین جمهوری یوکاتان اعلام شد که سپس در ۲۱ دسامبر ۱۸۲۳ به‌طور داوطلبانه به جمهوری فدرال ایالات متحده مکزیک ملحق شد. در ۱۶ مارس ۱۸۴۱ در نتیجه درگیری‌های فرهنگی و سیاسی پیرامون پیمان فدرال، یوکاتان استقلال خود را از مکزیک اعلام کرد. (تشکیل جمهوری دوم یوکاتان) سرانجام در ۱۴ ژوئیه ۱۸۴۸، یوکاتان مجبور شد دوباره به مکزیک بپیوندد. در سال ۱۸۵۸، در میانه جنگ طبقاتی، ایالت یوکاتان برای اولین‌بار تقسیم شد و کامپچه به عنوان یک ایالت جداگانه (به‌طور رسمی در سال ۱۸۶۳) تأسیس شد. در طول پورفیریاتو، در سال ۱۹۰۲، ایالت یوکاتان دوباره تقسیم شد تا قلمرو فدرال تشکیل شود که بعداً به ایالت فعلی کوئینتانا رو تبدیل شد. امروزه یوکاتان امن‌ترین ایالت مکزیک است و مریدا در سال ۲۰۱۱ جایزه شهر صلح را دریافت کرد.

## تاریخ

### دوران پیش از کلمب
منشأ اولین سکونت‌گاه‌ها از نظر علمی تأیید نشده است، اگرچه بر اساس یافته‌های غارها و غارهای لولتون تولوم، حضور اولین انسان‌ها در این منطقه به اواخر پلیستوسن یا عصر یخبندان (حدود ۱۰۰۰۰ تا ۱۲۰۰۰ سال) برمی گردد (زنان نخل). اولین مایاها در حدود سال ۲۵۰ پس از میلاد، از پتن (امروزه شمال گواتمالا) به شبه‌جزیره نقل مکان کردند تا در شبه‌جزیره جنوب شرقی در باکالار مدرن، کوینتانا رو، ساکن شوند. در سال ۵۲۵، چانز (قبیله مایا که قبل از ایتزابود)، به شرق شبه‌جزیره نقل مکان کردند و چیچن ایتزا، ایزامال، موتول، اکبالام، ایچکانزیهو (مریدا امروزی) و شامپوتون را تأسیس کردند. بعدها، توتول شیوئز، تبار تولتک، که از سواحل خلیج مکزیک آمده بودند، در این منطقه مستقر شدند و باعث جابجایی ایتزا و کومز - شاخه‌ای متنوع از ایتزا - شدند و سرانجام پس از سال‌ها و نبردهای فراوان، لیگ مایاپان تشکیل شد. (متشکل از ایتزا، شیوسو می‌آید)، که در نهایت در حدود ۱۱۹۴ تجزیه شد، و جای خود را به دوره‌ای از هرج‌ومرج و تکه‌تکه شدن به حوزه‌های کوچک داد که فاتحان اسپانیایی در قرن ۱۶ یافتند.

## اواخر قرن بیستم
تا اواسط قرن بیستم بیشتر تماس یوکاتان با جهان خارج از طریق دریا بود. تجارت با ایالات متحده و کوبا، و همچنین اروپا و سایر جزایر کارائیب، مهم‌تر از تجارت با بقیه مکزیک بود. در دهه ۱۹۵۰ یوکاتان از طریق راه‌آهن به بقیه مکزیک متصل شد و پس از آن در دهه ۱۹۶۰ به بزرگراه متصل شد و به انزوای نسبی منطقه پایان داد. امروزه یوکاتان هنوز فرهنگ منحصربه‌فردی را از بقیه مکزیک نشان می‌دهد، از جمله سبک غذای خود هواپیماهای جت تجاری در دهه ۱۹۶۰ وارد مریدا شدند و فرودگاه‌های بین‌المللی اضافی ابتدا در کوزومل و سپس در جامعه تفریحی برنامه‌ریزی‌شده جدید کانکون در دهه ۱۹۸۰ ساخته شدند و گردشگری را به یک نیروی اصلی در اقتصاد شبه‌جزیره یوکاتان تبدیل کردند. اولین فرماندار مایا در یوکاتان، فرانسیسکو لونا کان، در سال ۱۹۷۶ انتخاب شد. امروزه شبه‌جزیره یوکاتان یک مقصد اصلی گردشگری و همچنین خانه یکی از بزرگ‌ترین جمعیت بومی مکزیک، قوم مایا است.

## جغرافیا
ایالت یوکاتان در شبه‌جزیره یوکاتان واقع شده‌است. از جنوب غربی با ایالت‌های کامپچه، از شرق و جنوب شرقی با کوئین تانا رو و از شمال و غرب با خلیج مکزیک همسایه است. به‌طورکلی، این ایالت بسیار مسطح با تغییرات توپوگرافی کم‌یا بدون تغییر است، به استثنای تپه‌های Puuc، واقع در بخش جنوبی ایالت.
| گیاهان و جانوران یوکاتان |                 |                   |                    |                  |
|                          |                 |                   |                    |                  |
| الیکایی یوکاتان          | گوزن دم‌سفید     | لاک‌پشت پوزه‌عقابی  | فلامینگوی آمریکایی | مرغابی اسرائیلی  |
|                          |                 |                   |                    |                  |
| جگوار                    | بوقلمون خال‌چشمی | گراز بدبوی لب‌سفید | پلنگچه             | بوآی کانستریکتور |
|                          |                 |                   |                    |                  |
| کاپوک                    | درخت گوش میمون  | آلوئه‌ورا          | عصای چولا، کاکتوسی | درخت آناتو       |
|                          |                 |                   |                    |                  |

## زبان‌ها
گسترده‌ترین زبان بومی یوکاتان یوکاتک مایا است که به‌طور بومی توسط تقریباً ۸۰۰۰۰۰ نفر در یوکاتان و کوئینتانا رو و کامپچه مجاور آن به‌ویژه در مناطق روستایی صحبت می‌شود. اسپانیایی که در یوکاتان صحبت می‌شود دارای واژگانی و برخی از واژگان واژگانی از مایا است و بسیاری از واژه‌های منشأ مایا را به کار می‌گیرد، مانند پروکس("چربی")، توچ("ناف") و وخار.

## دولت
قانون اساسی یوکاتان مقرر می‌دارد که دولت یوکاتان، مانند دولت هر ایالت دیگر در مکزیک، از سه قوه مجریه، مقننه و قضائیه تشکیل شده‌است قدرت اجرایی در اختیار فرماندار یوکاتان است که مستقیماً توسط شهروندان با استفاده از رای‌گیری مخفی انتخاب می‌شود و برای یک دوره شش‌ساله بدون امکان انتخاب مجدد انتخاب می‌شود. قدرت قانونگذاری در کنگره یوکاتان است که یک مجلس قانونگذاری تک مجلسی متشکل از ۲۵ نماینده است. قدرت قضایی در دیوان عالی دادگستری یوکاتان و دادگاه‌های منطقه‌ای آن سرمایه‌گذاری می‌شود.

## شهرداری‌ها
ایالت یوکاتان به ۱۰۶ شهرداری تقسیم شده‌است که هر کدام توسط رئیس شهرداری (شهردار) اداره می‌شود معمولاً شهرداری‌ها از نام شهری که به عنوان مقر شهرداری عمل می‌کند نامگذاری می‌شوند به عنوان مثال، مقر شهرداری مریدا شهر مریدا است.

## سیاست
آخرین انتخابات محلی در یوکاتان در ۶ ژوئن ۲۰۲۱ برگزار شد.
| گردشگری در یوکاتان |         |               |             |        |
|                    |         |               |             |        |
| چیچن ایتزا         | اوکسمال | دزیبیل چالتون | یوکاتک-مایا | کاباح  |
|                    |         |               |             |        |
| مریدا              | تیزیمین | وایادولید     | Progreso    | ایزمال |
|                    |         |               |             |        |